# Drury Rock
Drury Rock är en klippa i Heard- och McDonaldöarna (Australien). Den ligger ca 11 km norr om Heardön.